# 石田孝
石田 孝（いしだ たかし、1918年〈大正7年〉 ‐ 1987年〈昭和62年〉）は、日本の政治家。北海道浜頓別町長（1980年 ‐ 1987年）。
北海道枝幸郡頓別村出身。北海道庁立旭川商業学校（現・北海道旭川商業高等学校）卒業。戦時中は徴兵により戦地に赴く。復員後、1947年に頓別村村議会議員に初当選。以後、浜頓別町制に移行後も当選を続け、連続8期32年務める。この間、1962年（昭和37年）から1979年（昭和54年）まで浜頓別町議会議長や1962年（昭和37年）から1980年（昭和55年）まで浜頓別町商工会長、1970年（昭和45年）から1980年（昭和55年）まで北海道商工会連合会副会長を務めた。1980年3月に同町議を辞職し、浜頓別町長選に出馬し初当選。途中リコールなどにより出直し選挙などを経て連続3期当選したが、1987年8月に病気のため辞任し、間もなく没した。

## エピソード
自由民主党の様々な国会議員と交流を持ち、政治のみならず、経済にも精通し、公共事業の推進や企業誘致に一役買い、北海道経済界に太いパイプを持っていた。その他、土地柄革新勢力も強かったが日本社会党にも人脈を持っていたとされ、「浜頓別の長老」「道北の元老」と称されていた。それだけに利益誘導型政治家として豪腕とも言われ町長時代はリコール請求などもされた。

## 受賞歴
- 黄綬褒章（1975年）
- 藍綬褒章（1983年）
- 勲三等瑞宝章（1987年）